# BAT (maszyna inżynieryjna)

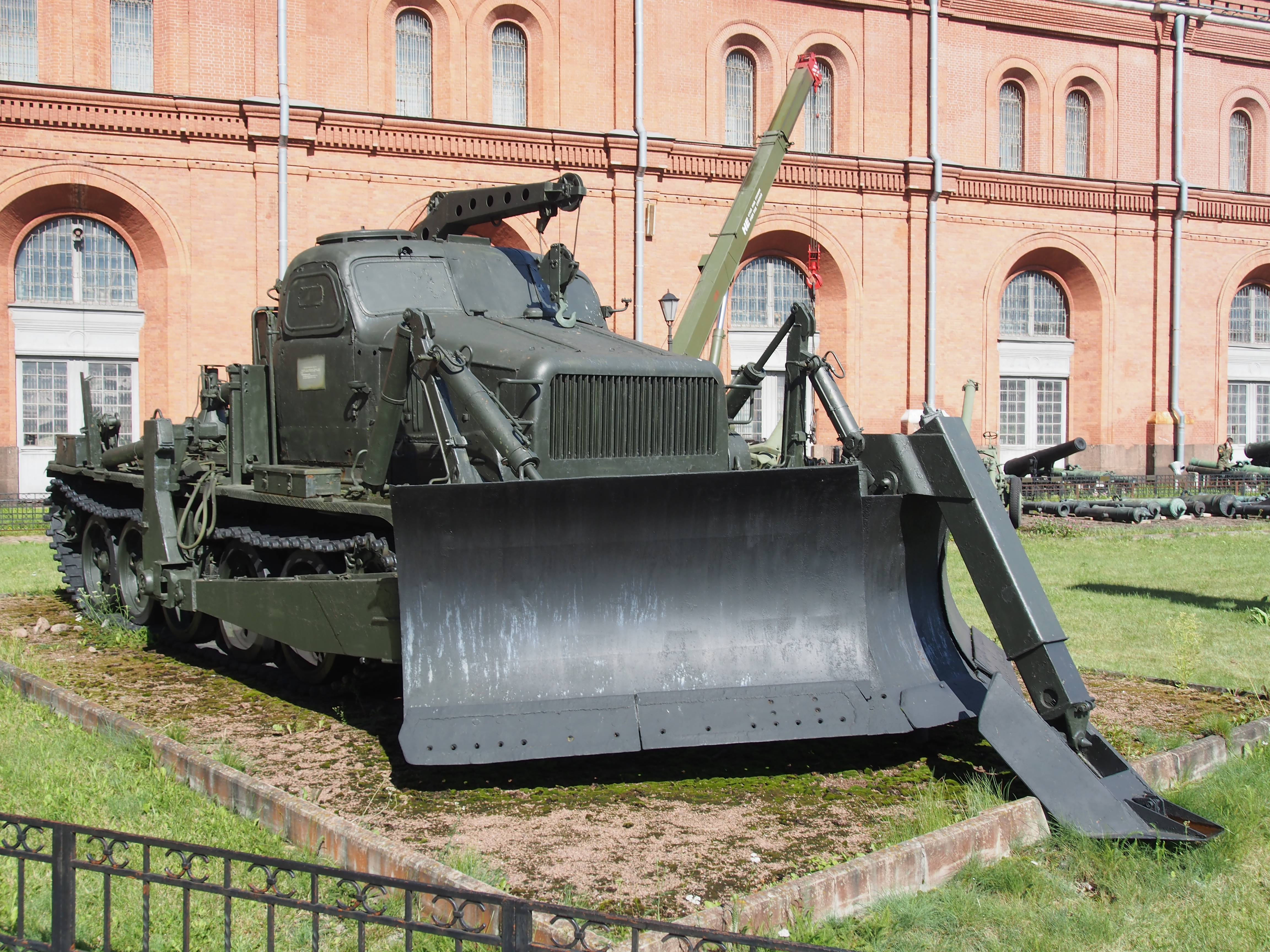
BAT-M

BAT – radziecka maszyna inżynieryjno-drogowa stosowana między innymi w Wojsku Polskim.

## Charakterystyka
Szybkobieżne spycharki  gąsienicowe typu BAT służą do odspajania gruntu w płaszczyźnie ruchu i przemieszczania urobku na odległość do 100 m. Maszyny tego typu są przeznaczone do torowania dróg na przełaj, budowy i naprawy odcinków dróg stałych, zasypywania rowów, urządzania dojazdów do przepraw oraz usuwania zagruzowań i zawałów. Spycharka BAT-M z urządzeniem dźwigowym może być stosowana również do układania elementów drogowych i mostowych.

## Date techniczne
| Parametr                                            | Wartość      | Wartość      |
| Parametr                                            | BAT          | BAT-M        |
| --------------------------------------------------- | ------------ | ------------ |
| Prędkość wykonywania drogi na przełaj               | 1,5–6        | 1,5–6        |
| Udźwig na dowolnym wysięgu żurawia                  |              | 2,0 t        |
| Maksymalny wysięg żurawia                           |              | 5,4 m        |
| Prędkość torowania podczas urządzania dróg kołowych | 4–6 km/h     | 4–8 km/h     |
| Wydajność wykopowa                                  | 120–400 m³/h | 150–450 m³/h |
| Prędkość transportowa (średnia)                     | 18–20 km/h   | 20–22 km/h   |
| Masa spycharki                                      | 25,3 T       | 27,5 t       |